# Let's Get Crazy

Let's Get Crazy est une chanson de Hannah Montana, le film.
Elle y montre la scène de l'anniversaire de Lili.
Lili est jalouse car Hannah lui pique la vedette.